# Norowiak
Norowiak (Juscelinomys) – rodzaj ssaków z podrodziny bawełniaków (Sigmodontinae) w obrębie rodziny chomikowatych (Cricetidae).

## Rozmieszczenie geograficzne
Rodzaj obejmuje jeden żyjący współcześnie gatunek występujący w Boliwii.

## Morfologia
Długość ciała (bez ogona) 128–192 mm, długość ogona 84–116 mm, długość ucha 12–18 mm, długość tylnej stopy 21–27 mm; masa ciała 61–99 g.

## Systematyka
Rodzaj zdefiniował w 1965 roku brazylijski teriolog João Moojen w artykule poświęconym opisowi nowego rodzaju chomikowatych ze środkowej Brazylii, opublikowanym w czasopiśmie Revista Brasileira de Biologia. Gatunkiem typowym jest (oryginalne oznaczenie) norowiak stołeczny (J. candango).

### Etymologia
Juscelinomys: Juscelino Kubitschek (1902–1976), brazylijski polityk, prezydent Brazylii w latach 1956–1961; gr. μυς mus, μυος muos ‘mysz’.

### Podział systematyczny
Do rodzaju należą następujące gatunki:
| Grafika | Gatunek                 | Autor i rok opisu | Nazwa zwyczajowa   | Podgatunki         | Rozmieszczenie geograficzne | Podstawowe wymiary                               | Status IUCN |
| ------- | ----------------------- | ----------------- | ------------------ | ------------------ | --- | ------------------------------------------------ | ----------- |
|         | Juscelinomys huanchacae | Emmons, 1999      | norowiak samotny   | gatunek monotypowy | endemit Boliwii (znany tylko z czterech blisko siebie położonych miejsc w Parku Narodowym Noel Kempff Mercado); zakres wysokości: 200–700 m n.p.m. | DC: 13–19,2 cm DO: 8,4–10 cm MC: 61–99 g         | DD          |
|         | Juscelinomys candango   | Moojen, 1965      | norowiak stołeczny | gatunek monotypowy | endemit Brazylii (znany tylko z Dystryktu Federalnego)                                                                                             | DC: 12,8–15,5 cm DO: 8,5–11,6 cm MC: brak danych | EX          |

Kategorie IUCN:  EX  – gatunek wymarły,  DD  – gatunki o nieokreślonym stopniu zagrożenia.